# Bartlett-Dolchstichtaube

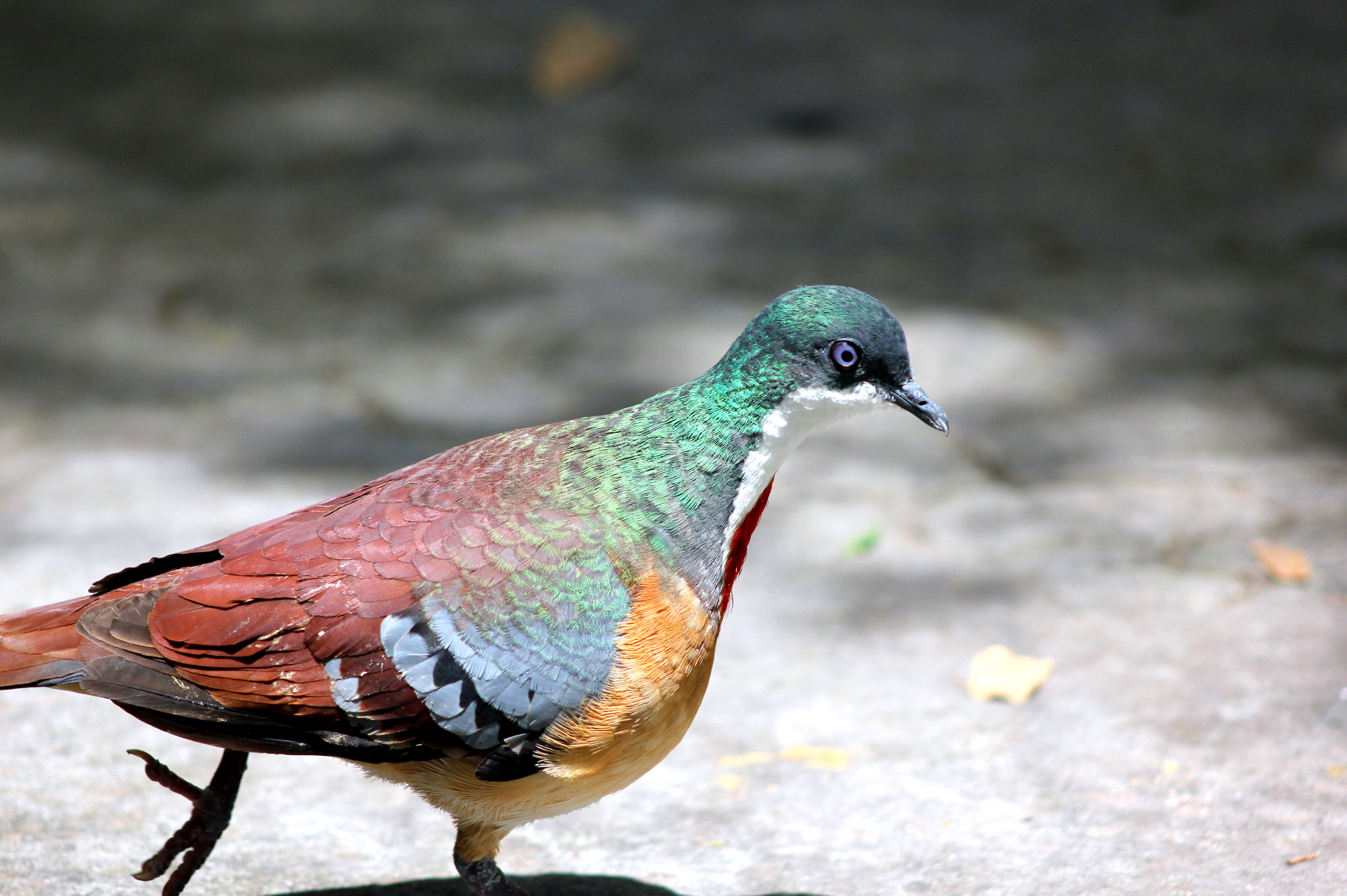
Bartlett-Dolchstichtaube

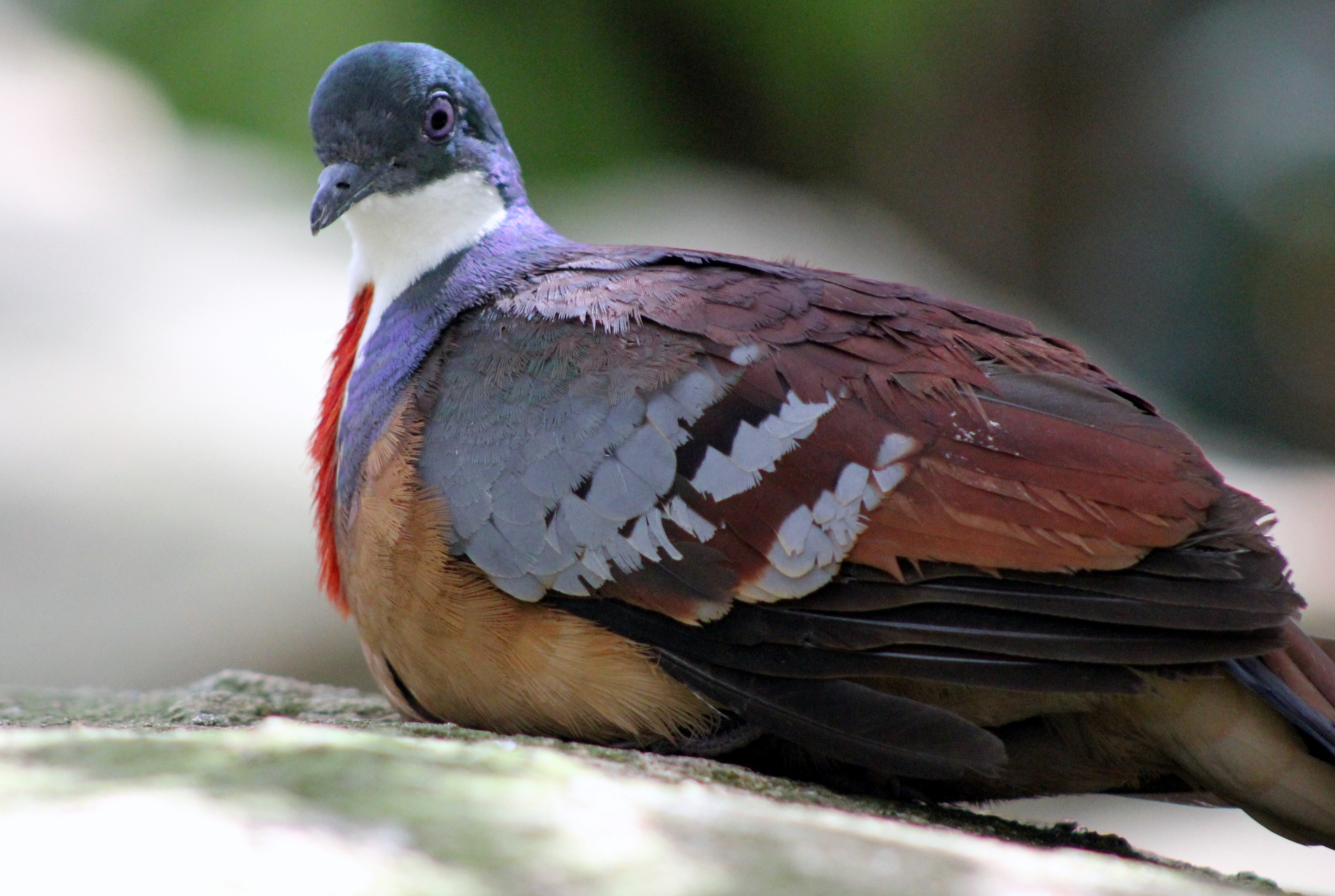

Die Bartlett-Dolchstichtaube (Gallicolumba crinigera) oder manchmal auch Brandtaube ist eine Art aus der Ordnung der Taubenvögel. Sie kommt in drei Unterarten nur auf einigen wenigen südostasiatischen Inseln vor. Die IUCN stuft die Art als gefährdet (vulnerable) ein. Der Bestand wird auf 1.000 bis 2.500 Individuen geschätzt.

## Erscheinungsbild
Die Bartlett-Dolchstichtaube erreicht eine Körperlänge von 27 Zentimetern und ist damit etwas größer als die Luzon-Dolchstichtaube.
Die Bartlett-Dolchstichtaube weist eine hohe Ähnlichkeit zu der Luzon-Dolchstichtaube auf. Sie hat allerdings eine dunkelgraue Stirn. Der Hinterkopf und Nacken, die Brustseiten, der Mantel und der Rücken sind rotbraun und weisen einen purpurnen bis grünlichen Glanz auf. Der Vorderhals ist weiß. Der auffallend rote Brustfleck ist sehr groß, das sich darunter anschließende Brust- und das Bauchgefieder sind gelbbraun. Der Schnabel ist dunkel. Die Iris ist braun. Die Füße sind rötlich.

## Verbreitung und Lebensraum
Die Bartlett-Dolchstichtaube ist eine endemische Art der südlichen Philippinen und kommt beziehungsweise kam dort auf den Inseln Basilan, Bohol, Dinagat, Leyte, Mindanao und Samar vor. Sie kam ursprünglich wohl auch auf Siargao vor. Untersuchungen über den Bestand der Art konnten in den letzten Jahren nur noch Individuen auf Bohol und Mindanao nachweisen Grundsätzlich handelt es sich bei der Bartlett-Dolchstichtaube um eine nicht sehr häufige Art. Sie ist durch Rodungen und Holzeinschlag sowie durch Fang stark gefährdet.
Der Lebensraum der Bartlett-Dolchstichtaube sind trockene Flachlandwälder. Sie kommt sowohl in Primär- wie auch Sekundärwäldern vor. Ihre Höhenverbreitung reicht von 150 bis 750 Meter.  

## Verhalten
Die Bartlett-Dolchstichtaube ist eine rein bodenbewohnende Art. Sie ist sehr scheu und gleichzeitig sehr aufmerksam, so dass sie in freier Wildbahn nur schwer zu beobachten ist. Aufgeschreckte Bartlett-Dolchstichtauben fliegen in der Regel nicht auf, sondern suchen laufend Deckung auf. 
Das Gelege besteht nur aus einem Ei. Die Brutdauer beträgt 15 bis 17 Tage. Der Jungvogel wird von beiden Elternvögeln versorgt. Er ist nach etwa zwanzig Tagen flügge. Frisch geschlüpfte Jungvögel sind zunächst mit hellgelben Dunen bedeckt. Zum Zeitpunkt, zu dem Jungvögel das Nest verlassen, sind die Schwingen bereits so gut ausgebildet, dass sie den noch kurzen und nicht voll ausgebildeten Schwanz noch bedecken. Der rote Brustfleck bildet sich in der sechsten Lebenswoche der Jungvögel.

## Haltung in menschlicher Obhut
Die Bartlett-Dolchstichtaube wurde erstmals 1863 im Zoo von London gezeigt. Zu den erfolgreichen Haltern und Züchtern dieser Art gehört der Frankfurter Zoo. Dieser erhielt die ersten Bartlett-Dolchstichtauben im Jahre 1969. Auf Grund der Bestandsbedrohung pflegen mittlerweile eine Reihe zoologischer Gärten diese Art.

## Bestand und Gefährdung
Der Bestand der Bartlett-Dolchstichtaube wird auf ca. 1.000 bis 2.500 adulte Exemplare geschätzt. Die Gefährdung geht vor allem von der großflächigen Entwaldung der Inseln durch legalen und illegalen Holzeinschlag und durch Brandrodungen aus, so dass das Vorkommen der ursprünglich an 35 Orten festgestellten Art, heute auf die Schutzzonen Rajah Sikatuna Protected Landscape auf Bohol, den Mount Hamiguitan und Mount Hilong-hilong auf Mindanao beschränkt ist. Wahrscheinlich sind auch Bestände im Mount Malindang National Park und am Mount Matutum erhalten geblieben.

## Belege